# Sortir de l'armari (pel·lícula de 2001)
Sortir de l'armari (títol original: Le Placard)  és una pel·lícula francesa dirigida per Francis Veber, estrenada l'any 2001.
Aquesta comèdia està centrada en les desventures d'un home tímid que deixa córrer el rumor segons la qual seria homosexual amb la finalitat de conservar la seva feina en una empresa de confecció de preservatius masculins.
Ha estat doblada al català.

## Argument
François Pignon és un tímid i modest comptable en una fàbrica especialitzada en la fabricació de preservatius, molt ignorat pels altres, s'assabenta que serà acomiadat. Volent tirar-se pel balcó, és aturat pel seu nou veí, que li aconsella de fer-se passar per homosexual amb la finalitat de no perdre la seva plaça. L'estratagema funciona tan bé que François conserva el seu lloc de treball i la impressió dels altres sobre ell canvia.

## Repartiment
- Daniel Auteuil: François Pignon
- Gérard Depardieu: Félix Santini
- Thierry Lhermitte: Guillaume
- Michèle Laroque: Srta Bertrand
- Michel Aumont: Jean-Pierre Belone
- Jean Rochefort: Kopel
- Alexandra Vandernoot: Christine
- Laurent Gamelon: Alba
- Stanislas Crevillen: Franck Pignon
- Edgar Givry: Matthieu
- Thierry Ashanti: Victor
- Armelle Deutsch: Ariane
- Irina Ninova: Martine
- Marianne Groves: Suzanne
- Michèle Garcia: Agnès Santini
- Luq Hamet: Moreau
- Philippe Brigaud: Lambert
- Vincent Moscato: Ponce
- Philippe Vieux: el policia
- Michel Caccia: el somelier

## Al voltant de la pel·lícula
- El productor, Alain Poiré va morir durant el rodatge. El film li és d'altra banda dedicat.
- És la quarta col·laboració entre Francis Veber i Gérard Depardieu, després de La Cabra, Les Compères i Les Fugitifs.
- Al càsting del film figuren igualment dos actors especialitzats en doblatge: Edgar Givry (veu de Timothy Dalton, John Malkovich i Richard Dean Anderson) i Luq Hamet (veu de Michael J. Fox i Jason Priestley). Es troba igualment Luq Hamet al film següent, Calla !.

L'any 2014, Francis Veber readaptarà L'Armari al teatre i ell mateix farà la posada en escena, com la que havia fet l'any 2005 per L'Emmerdeur.

### Intriga: inspiració i desenvolupament
El principi de la intriga del film ha estat inspirada en Francis Veber per una trista anècdota sobrevinguda en el rodatge del remake americà de La Cabra (1981), l'any 1989: present com a consultor, Francis Veber desitjava contractar un actor d'origen llatinoamericà, per fer-li fer un paper de malvat. Però la directora del remake s'hi va oposar fermament, en nom d'allò «políticament correcte»: un actor llatinoamericà amb un paper de malvat feia córrer el risc de provocar el descontentament de tota la comunitat, que hi veuria llavors un amalgama enutjós.
Es pot sentir diverses vegades les frases «Això no és divertit» o «Jo tampoc ho trobo». Aquestes frases són, ben segur, picades d'ull a la principal intriga del film, l'homosexualitat (gai/alegre/divertit), tot fent explícitament referència al costat avorrit i trist de l'existència diària de Pignon.

### Música
La música del film, signada per Vladimir Cosma, és una reutilització de la banda original del film Celles qu'on n'a pas eues de Pascal Thomas estrenada 20 anys abans. A més, es pot sentir en un passatge una recuperació d'un tros de la BO del film Inspecteur la bavure (banda original igualment composta per Vladimir Cosma) quan Félix Santini marxa a comprar xocolata per a François Pignon.
Es pot igualment sentir durant els crèdits del començament un tros tret de "Els temps moderns" de Charlie Chaplin.

### Premis i nominacions
- Daniel Auteuil va guanyar el premi al millor actor al Festival internacional de cinema de Shanghai.

### Box-office
Amb poc més de 5 milions d'entredes, aquest film ha estat el no 5 al box-office de l'any 2001. Sortir de l'armari ha recollit 6.678.894 dòlars als Estats Units i 43.425.851 dòlars en els altres mercats..

### Crítica
Stephen Holden del New York Times ha definit el film com a « comèdia social vertiginosa » i « una farsa francesa clàssica ». Ha dit: « El que és si alliberador en el cas del « Armari » és el seu rebuig a caminar sobre ous políticament correctes. El blanc del seu humor vigorós brusc és allò políticament correcte exagerat i el pànic que pot engendrar. »